# The Last Flight
The Last Flight este episodul 18 al serialului american Zona crepusculară. O parte a proiectului a fost turnată  baza aeriană Norton⁠(d) din San Bernardino, California. Biplanul de epocă Nieuport 28⁠(d) din 1918 a fost în proprietatea lui Frank Gifford Tallman⁠(d) și a apărut în numeroase filme despre Primul Război Mondial. A fost difuzat pe 5 februarie 1960.

## Intriga
Locotenentul aviator - de fapt, sublocotenentul⁠(d) - William Terrance „Terry” Decker al Escadrilei 56⁠(d) a Royal Air Force aterizează cu biplanul său Nieuport⁠(d) la o bază aeriană americană din Franța, la scurt timp după ce a străbătut un nor straniu. Acesta este abordat imediat de maiorul Wilson, uimit de uniforma sa arhaică. De asemenea, Decker este impresionat, însă de avionul uriaș aflat pe pistă, spunându-i maiorului: „Nu aveam idee că sunteți atât de avansați!”. Acesta este luat în custodie și interoga de comandantul bazei, generalul-maior George Harper, și de Wilson. Decker se prezintă drept pilot britanic al Royal Flying Corps⁠(d) (viitorul Royal Air Force). Această declarație îi derutează pe cei doi. Observând uniforma sa, Harper îl întreabă dacă în zonă se desfășoară un spectacol aviatic sau se toarnă un film. Neînțelegând întrebarea, pilotul îi cere comandantului să-i spună unde se află. După o conversație bizară, în care Deker susține că urma să aterizeze la Escadrila 56 a RFC și că anul curent este 1917, Harper îi spune că data de astăzi este 5 martie 1959, iar întreaga situație este considerată suspectă de cei doi membri ai bazei americane.
Decker menționează că, împreună cu partenerul său de zbor Alexander Mackaye, era implicat într-o luptă aeriană cu șapte avioane germane; avionul colegului său a fost doborât, în timp ce Decker a intrat în nori și a reușit să scape. Americanii, uimiți de declarația pilotului, îl informează că Mackaye este în viața, actualmente vicemareșal al Royal Air Force și veteran al celui de-Al Doilea Război Mondial. Mai mult, aceștia menționează că vicemareșalul trăiește și este sănătos, urmând să realizeze o inspecție a bazei chiar în acea zi. Harper îi confiscă pistolul și bunurile personale. Închis într-o cameră, Decker îi mărturisește lui Wilson că a evitat să lupte pe tot parcursul serviciului său militar și că l-a abandonat voluntar pe Mackaye, deoarece erau depășiți numeric. Nu este convins de afirmațiile celor doi care susțin că acesta este în viață.
Când Wilson sugerează că altcineva l-a ajutat pe Mackaye, Decker conștientizează că i s-a oferit o a doua șansă. Îi spune ofițerului că pe o rază de 50 de mile nu există niciun avion care să-l poată ajuta, prin urmare, dacă Mackaye a supraviețuit, asta înseamnă că el este salvatorul. Știind că nu are mult timp la dispoziție, Decker îl roagă pe Wilson să-l elibereze pentru a reveni în 1917. După ce este refuzat, îl atacă pe acesta și pe gardianul din fața ușii sale. Ajunge pe pistă, unde lovește un mecanic, și încearcă să decoleze. În ultimul moment, Wilson ajunge lângă avion și îi pune pistolul la tâmplă. Decker îi spune că dacă își dorește să-l oprească, va trebui să-l ucidă, deoarece preferă să moară decât să rămână un laș. Ezitant, Wilson îi permite să scape, iar Decker dispare printre nori.
Wilson este mustrat de generalul-maior Harper pe motiv că s-a lăsat convins de o poveste fantastică și că i-a permis „acelui dement” să scape. După sosirea lui Mackaye, Wilson îl întreabă dacă cunoaște vreun bărbat pe nume William Terrence Decker. Surprins, acesta le spune că acesta i-a salvat viața într-un lupta aeriană în care era depășit numeric. Deși a crezut că a fost abandonat în timpul bătăliei, Decker a revenit și a doborât trei avioane germane înainte să fie doborât la rândul său. Cei doi rămân stupefiați când realizează că pilotul a spus adevărul. Generalul Harper îl întreabă dacă germanii i-au returnat obiectele personale, iar acesta le oferă un răspuns negativ. Harper îi arată acestuia cartea de identitate și alte obiecte confiscate de la prietenul său Decker. În scena finală, Wilson i se adresează vicemareșalului Mackaye cu porecla Old Leadbottom, pe care a obținut-o în urma cu 42 de ani pe durata războiului, iar apoi se pregătesc să-i prezinte incredibila întâmplare.